# Aldborough (Norfolk)
Pour les articles homonymes, voir Aldborough.
Aldborough est un village et une paroisse civile du Norfolk, en Angleterre.